# Гребешок Свифта
Гребешок Свифта (лат. Swiftopecten swiftii) — вид морских двустворчатых моллюсков из семейства морских гребешков.

## Внешний вид и строение
Высота раковины гребешка Свифта до 10,5, длина до 9,5 см. Она имеет округло-треугольную форму, её нижняя (правая) створка более плоская, чем верхняя. На обоих створках есть по 5 широких радиальных складок. На раковине хорошо видны годичные зоны роста, числом до шести. Цвет раковины взрослого моллюска фиолетовый, нижняя створка бледнее верхней, часто почти белая. Молодые особи могут быть оранжевыми или розовыми с белыми пятнами и полосами.

## Ареал
Обитает в Японском море, у северных островов Японии, южных Курил и в заливе Анива (остров Сахалин), в Приморском крае. В Японском море встречается на глубинах от 2 до 46 м на твёрдых грунтах (камнях, гальке и ракушняке). Скоплений чаще всего не образует.

## Взаимодействие с человеком
Этот моллюск может употребляться в пищу, но промыслового значения не имеет.